# MTV Video Music Award a legjobb pop videóért
Az MTV Video Music Award a legjobb pop videóért díjat először 1999-ben adták át. Neve ellenére nem csak pop előadókat jelöltek a díjra, hanem a dance, az R&B, a pop rock és az utóbbi időben a reggaetón képviselőit is jelölték a kategóriában. 2007-ben az MTV felszámolta a kategóriát a többi műfaji díjjal együtt, de 2008-ban visszatért. A kategória legnagyobb nyertese Britney Spears, aki háromszor nyerte el a díjat, míg az ’N Sync és a No Doubt, kétszer. Mindamellett Justin Timberlake nyerte el a legtöbbször a díjat, kettőt az ’N Sync-kel, valamint szólóelőadóként 2003-ban; a legtöbbször jelölt előadó Britney Spears (7 jelölés).
| Év   | Győztes                                            | További jelöltek |
| ---- | -------------------------------------------------- | --- |
| 1999 | Ricky Martin — Livin' la Vida Loca                 | - Britney Spears — Baby One More Time |
| 2000 | ’N Sync — Bye Bye Bye                              | - Britney Spears — Oops!...I Did It Again |
| 2001 | ’N Sync — Pop                                      | - Britney Spears — Stronger |
| 2002 | No Doubt (közreműködik Bounty Killer) — Hey Baby   | - Shakira — Whenever, Wherever |
| 2003 | Justin Timberlake — Cry Me a River                 | - No Doubt (közreműködik Lady Saw) — Underneath It All |
| 2004 | No Doubt — It's My Life                            | - Britney Spears — Toxic |
| 2005 | Kelly Clarkson — Since U Been Gone                 | - Gwen Stefani — Hollaback Girl |
| 2006 | Pink — Stupid Girls                                | - Shakira (közreműködik Wyclef Jean) — Hips Don't Lie |
| 2007 | A díjat nem adták át                               | A díjat nem adták át |
| 2008 | Britney Spears — Piece of Me                       | - Tokio Hotel — Ready, Set, Go! |
| 2009 | Britney Spears — Womanizer                         | - Wisin & Yandel — Abusadora |
| 2010 | Lady Gaga — Bad Romance                            | - Katy Perry (közreműködik Snoop Dogg) — California Gurls |
| 2011 | Britney Spears — Till the World Ends               | - Pitbull (közreműködik Ne-Yo, Nayer és Afrojack) — Give Me Everything |
| 2012 | One Direction — What Makes You Beautiful           | - Rihanna (közreműködik Calvin Harris) — We Found Love |
| 2013 | Selena Gomez — Come & Get It                       | - Justin Timberlake — Mirrors |
| 2014 | Ariana Grande (közreműködik Iggy Azalea) — Problem | - Pharell — Happy |
| 2015 | Taylor Swift — Blank Space                         | - Ed Sheeran — Thinking Out Loud |
| 2016 | Beyoncé — Formation                                | - Adele – Hello - Justin Bieber – Sorry - Alessia Cara – Wild Things - Ariana Grande – Into You                                                                                             |
| 2017 | Fifth Harmony (Gucci Mane közreműködésével) — Down | - Miley Cyrus – Malibu - Shawn Mendes – Treat You Better - Katy Perry (Skip Marley közreműködésével) – Chained to the Rhythm - Ed Sheeran – Shape of You - Harry Styles – Sign of the Times |
| 2018 | Ariana Grande – No Tears Left To Cry               | - Camila Cabello (Young Thug közreműködésével) – Havana - Demi Lovato – Sorry Not Sorry - Shawn Mendes – In My Blood - Pink – What About Us - Ed Sheeran – Perfect                          |
| 2019 | Jonas Brothers – Sucker                            | - 5 Seconds of Summer – Easier - Cardi B és Bruno Mars – Please Me - Billie Eilish – bad guy - Ariana Grande – thank u, next - Khalid – Talk - Taylor Swift – You Need to Calm Down         |
| 2020 | BTS – On                                           | - Justin Bieber – Intentions - Halsey – You Should Be Sad - Jonas Brothers – What a Man Gotta Do - Lady Gaga és Ariana Grande – Rain on Me - Taylor Swift – Lover                           |

## Rekordok
- Legtöbb díjazás:
  - 1. Britney Spears: 3 győzelem
  - 2. No Doubt, ’N Sync: 2 győzelem
- Legtöbbet jelölt előadók 2020-ig

| Helyezés       | 1.             | 2.            | 3.                                                 | 4.                                                                                 |
| -------------- | -------------- | ------------- | -------------------------------------------------- | ---------------------------------------------------------------------------------- |
| Előadó         | Britney Spears | Ariana Grande | Bruno Mars P!nk ’N Sync Christina Aguilera Beyoncé | No Doubt Katy Perry Ed Sheeran Jonas Brothers Justin Bieber Taylor Swift Lady Gaga |
| Összes jelölés | 7              | 5             | 4                                                  | 3.                                                                                 |